# Komorniki, West Pomeranian Voivodeship
Komorniki [kɔmɔrˈniki] (tiếng Đức: Feldkathen) là một khu định cư ở khu hành chính của Gmina Mielno, thuộc quận Koszalin, West Pomeranian Voivodeship, ở phía tây bắc Ba Lan.
Trước năm 1637, khu vực này là một phần của Duchy of Pomerania. Đối với lịch sử của khu vực, xem Lịch sử của Pomerania.